# Teva I Uta

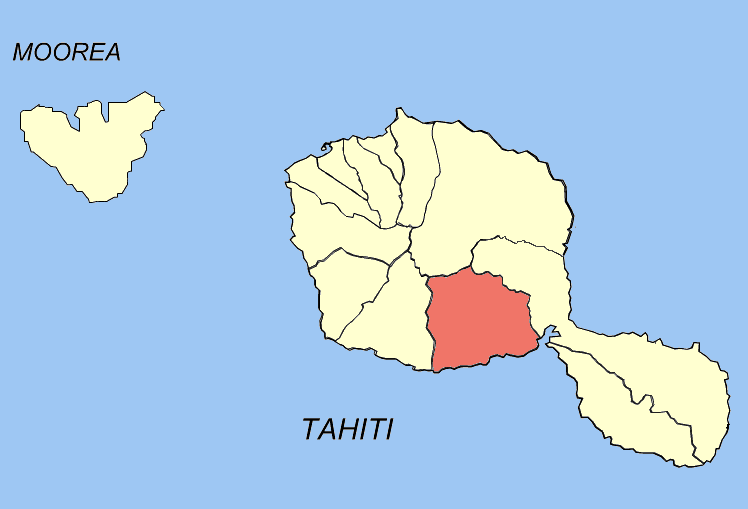
Lage der Gemeinde Teva I Uta auf der Insel Tahiti

Teva I Uta ist eine Gemeinde in Französisch-Polynesien. Sie liegt am Südufer der Insel Tahiti. Ihre Teilgemeinden sind Mataiea mit 5391 und Papeari mit 5446 Einwohnern. (Stand: 2022)
Mataiea ist ein Fremdenverkehrsort. 2007 wurde hier eine Parkanlage eingeweiht, die Teil eines touristischen Projektes entlang des Rund-Wanderweges um die Insel ist. Dabei wurden auch die Wege zum  Wasserfall von Vaipahi saniert.